# Kliška gradina
Kliška gradina, prapovijesna gradina na području Klisa, na mjestu današnje tvrđave. Naseljena tijekom željeznog doba. Zbog intenzivnih gradnji u kasnijim razdobljima nisu sačuvani ostatci.:25. Na području Kozjaka i bliže okolice, kliška gradina, spada u gradine na južnim padinama.:16. Podignuta je na strateški važnoj lokaciji s koje se moglo kontrolirati kretanje na kliškom prijevoju, izvor Jadra, pratiti tko dolazi iz Zagore i kretanja ka Saloni. Zbog naravi terena, gdje ima nepropusnih slojeva, dosta je izvora vode.
Činila je mrežu gradina sa Sutikvom, s gradinom Ilirskom Salonom, lociranoj na Stipetuši u Donjoj Rupotini, na istočnim kozjačkim liticama uz Ilijin potok, zatim gradinom u Uvodićima na zapadnim padinama Mosora koja je bila utvrđena velikim blokovima, vranjičkom gradinom i gradinom na Markezinoj gredi. Do grčkih i rimskih vremena, područje je bilo čvrsto pod upravom Delmata.
Poput Sutikve, i ovdje su nastambe bile na blagoj padini uz zapadne litice. Stanovnici su se u opasnosti penjali na kameni hrbat za koji ne znamo je li bio posebno utvrđen. Litice su neprijateljima otežavale napad. Na padini zapadno od kliških litica je bilo ostataka grube ilirske keramike te ulomaka grčke crno-glazirane keramike, dna skifosa, ulomaka amfora i sl. Zbog dosta pronađene rimske keramike vjerojatno je ovdje bilo i manje rimskodobno naselje. Budući da je u kamenu živcu u litici iznad jednoga od izvora uklesan je reljef Silvana, ovdje je moguće bio panej:14. iz rimskog vremena, što sugerira da je kontinuitet svetišta dug i da seže u prapovijesno vrijeme, što valja promatrati u kontekstu s kliškom gradinom.:14.
Koncem 1980-ih u podnožju Kliške tvrđave arheolozi su našli ostatke gradinskoga naselja, no ne može se sa sigurnošću reći iz kojega razdoblja.:12.
U analizama klišku se gradinu uzima skupa s onom na Markezinoj gredi i gradinom iznad Odža, jer je taj troplet štitio prolaze prema primorju. S juga se uskom stazom moglo od Klisa popeti na Markezinu gredu, tako da gradina na Markezinoj gredi nije bila odsječena od kliške, jer zbog litica na jugu gradina na Markezinoj gredi nije s te strane bila posebno utvrđena.:14.